# Gui II de Montlhéry
 (septembre 2008).
Si vous disposez d'ouvrages ou d'articles de référence ou si vous connaissez des sites web de qualité traitant du thème abordé ici, merci de compléter l'article en donnant les références utiles à sa vérifiabilité et en les liant à la section « Notes et références ».
Guy II, dit Trousseau, seigneur de Montlhéry, mort en 1109, est un croisé français. 
Il est souvent confondu avec Gui Ier de Rochefort dit « Le Rouge », son oncle fils de Gui Ier de Montlhéry et d'Hodierne de Gometz.

## Biographie
Fils de Milon Ier de Montlhéry, seigneur de Montlhéry, de Chevreuse, de Bray-sur-Seine, et de Litluise ou Lithuise, vicomtesse de Troyes, son épouse, Gui II de Montlhéry succéda en 1102 à son père, en qualité de seigneur de Montlhéry, Chevreuse, Châteaufort. Il s'engagea en 1096 dans la première croisade. Avant son départ, il avait remis au Chapitre de Notre-Dame de Paris un droit de voirie qu'il possédait sur ses terres d'Itteville et un bois situé au Bouchet Il avait fait don au prieuré de Longpont, la terre et seigneurie de Ver, en réservant toutefois la vie durant de son père et la sienne le droit de charroi et de curage des fossés. Cependant en 1103, avec l'accord de son épouse Mabille, il renonce à ces droits et dépose cette donation sur l'autel en présence du prieur Henri.
Il n'avait qu'une fille, Élisabeth de Montlhéry (morte en 1141), qu'il maria vers 1104 à Philippe de France (1093-1128), comte de Mantes, fils de Philippe Ier de France et de Bertrade de Montfort, lequel n'avait pas encore douze ans. Il assigna la terre de Montlhéry en dot. Avant la fin de sa première année de mariage, le jeune prince visita l'église de Longpont, et lui confirma tous ses privilèges dont la terre de Ver, acte rédigé au départ en présence de sa belle-mère Mabille à Montlhéry, puis terminé à Longpont.
Dans une charte sans date, au cours de la maladie dont il mourut, il légua au Chapitre de Notre-Dame de Paris la mouvance des vignes de Bagneux, qui lui avaient été données par Hildegarde, veuve de Payen de Bièvre. Après ses obsèques, Mabille sa veuve que le scribe nomme Amabilis fit la remise du legs, à charge d'un anniversaire pour son mari, inscrit au 16 mars de l'obituaire.

## Fratrie
1. Guy Trousseau, dit Gui II de Montlhéry.
2. Milon II de Bray, dit Le Jeune, vicomte de Troyes.
3. Renaud, évêque de Troyes en 1121-1122[6].